# Teoria węzłów

Węzeł trójlistny (trójlistnik albo koniczynka oznaczony jako 3_{1}) to najprostszy węzeł nietrywialny

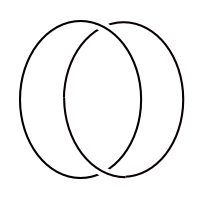
Splot Hopfa to najprostszy splot nietrywialny

Przykład supła trywialnego oznaczanego jako (0)

Teoria węzłów – dział topologii zajmujący się badaniem związanym z zagadnieniami i własnościami węzłów i splotów, a także supłów zaproponowanych przez Johna H. Conwaya.
Węzły to zamknięte pętle umieszczone w przestrzeni trójwymiarowej, czyli zaplątane krzywe z połączonymi końcami. Mówiąc inaczej węzeł to homeomorficzny obraz okręgu zanurzonego w przestrzeni 3-wymiarowej R3.
Splot to suma skończonej ilości węzłów wzajemnie rozłącznych, zwanych składowymi splotu, które mogą być zasupłane i splecione ze sobą. Węzeł jest splotem o jednej składowej, a splot jest sumą okręgów parami rozłącznych. Kilka węzłów tworzy splot, a poszczególne węzły nazywane są jego ogniwami. Sam węzeł zatem jest szczególnym przypadkiem splotu.
Podstawowym problemem teorii węzłów jest klasyfikacja węzłów i ich rozróżnianie.
Najprostszym węzłem jest tzw. węzeł trywialny czyli okrąg (inaczej pętla trywialna, zwany też niewęzłem i oznaczony przez 01). Pełną klasyfikację węzłów do 9. rzędu opracował w końcu lat 20. XX wieku Kurt Reidemeister.
W 1928 roku James W. Alexander przyporządkował węzłom pewne wielomiany.
W 1984 roku nowozelandzki matematyk Vaughan F. R. Jones odkrył niezmiennik i oznaczył V, a obecnie znany jest jako wielomian Jonesa. Jones przypisał każdemu splotowi zorientowanemu wielomian Laurenta, przez co odkrył zaskakujące związki między algebrą operatorów i teorią węzłów i podał proste niezmienniki charakteryzujące węzły. Za prace nad teorią węzłów otrzymał w 1990 roku Medal Fieldsa.
W 1985 roku grupa matematyków w składzie: J. Hoste, A. Ocneanu, K. Millett, P. J. Freyd, W. B. R. Lickorish, D. N. Yetter oraz w 1987 roku Józef Przytycki, Paweł Traczyk, odkryła inny niezmiennnik zwany wielomianem HOMFLY-PT (nazwa od inicjałów autorów).

## Zastosowania
Teoria węzłów odgrywa istotną rolę przy badaniu rozmaitości trójwymiarowych.
Teoria węzłów znalazła zastosowanie w rozmaitych dziedzinach życia takich jak analiza obwodów elektrycznych, kryptografia czy mechanika statystyczna. W biologii molekularnej i chemii supramolekularnej węzłów używa się też do opisu struktur DNA i białek.